# Деркач, Вячеслав Васильевич
Вячесла́в Васи́льевич Дерка́ч (укр. В'ячеслав Васильович Деркач; 23 июня 1976, Прилуки, Черниговская область, УССР, СССР) — украинский биатлонист.
Завершил карьеру в сезоне 2009/2010.

## Биография
В биатлон спортсмен пришёл в 12 лет. В юношескую сборную Украины Деркач попал в 1993 году. В основной сборной появился в 1998 году. Участник 4 Олимпийских игр: Нагано 1998 года, Солт-Лейк-Сити 2002 года , Турина 2006 года и Ванкувера 2010 года. Неоднократный призёр чемпионатов Европы по биатлону. На этапах кубка мира по биатлону дважды попадал на подиум в личных гонках. Долгое время был капитаном мужской сборной Украины. После сезона 2009/2010 принял решение завершить карьеру. Личным тренером спортсмена был Николай Зоц.

## Семья
Женат на украинской биатлонистке Оксане Хвостенко. Имеет сына Никиту и дочь Анну.

## Кубок мира
- 1998—1999 — 58-е место
- 1999—2000 — 29-е место
- 2000—2001 — 22-е место
- 2001—2002 — 33-е место
- 2002—2003 — 34-е место
- 2003—2004 — 60-е место
- 2004—2005 — 40-е место
- 2005—2006 — 80-е место
- 2006—2007 — очков не набирал
- 2007—2008 — 49-е место
- 2008—2009 — 39-е место
- 2009—2010 — 104-е место

## Награды
- Орден «За заслуги» III степени (4 апреля 2003)[1]